# Лова (приток Мулымьи)
Лова — река в России, протекает по Ханты-Мансийскому АО. Устье реки находится в 324 км по левому берегу реки Мулымья. Длина реки составляет 60 км, площадь водосборного бассейна 385 км².

## Данные водного реестра
По данным государственного водного реестра России относится к Иртышскому бассейновому округу, водохозяйственный участок реки — Конда, речной подбассейн реки — Конда. Речной бассейн реки — Иртыш.
Код объекта в государственном водном реестре — 14010600112115300016269.